# 2019年の相撲
2019年の相撲（2019ねんのすもう）では、2019年（平成31年/令和元年）の相撲関連の出来事についてまとめる。
2018年-2019年-2020年

## できごと

### 1月
- 16日 - 【大相撲】横綱稀勢の里が、1月場所で3連敗し、4日目に引退を表明[1]。年寄「荒磯」を襲名した[2]。
- 18日 - 【大相撲】横綱鶴竜が、右足首の怪我のため1月場所を6日目から休場した。鶴竜の休場は2場所連続12回目[3]。
- 20日 - 【大相撲】天皇明仁・皇后美智子による最後の天覧相撲観戦。退席する際、観客席全体から万歳が発生した[4]。
- 22日 - 【大相撲】元関脇・豪風が現役を引退し、年寄「押尾川」を襲名した[5]。
- 23日 - 【大相撲】前日まで休場し、1月場所11日目のこの日から再出場した小結御嶽海が、横綱白鵬に勝利した。休場明け初日の対戦で横綱に勝利したのは1952年1月場所の横綱東富士（対千代の山戦）以来約67年ぶり、三役以下の力士に限定した場合は1951年9月場所の小結備州山（対千代の山戦）以来約68年ぶりの珍事だった。また、御嶽海は休場前に稀勢の里と鶴竜にも勝っていたため、三役以下の力士としては1984年3月場所の大乃国以来、約35年ぶりの3横綱総なめとなった[6]。
- 26日 - 【大相撲】横綱白鵬が、右膝と左足関節の怪我のため1月場所を14日目から休場した。白鵬の休場は2場所連続11回目[7]。
- 27日
  - 【大相撲】1月場所はこの日に千秋楽を迎え、幕内は関脇玉鷲が13勝2敗で初優勝した。玉鷲は34歳2ヶ月で、旭天鵬（2012年5月場所、37歳8ヶ月）に次ぐ2番目の年長初優勝となった[8]。
  - 【大相撲】1月場所で8勝4敗3休の成績だった小結御嶽海が、休場した力士としては史上初めて三賞（殊勲賞）を受賞した[9]。
- 31日 - 【大相撲／不祥事】日本相撲協会は、鳴戸部屋所属の三段目力士が2018年9月頃から2019年1月にかけ、弟弟子に暴力を含むいじめを繰り返していたことを発表した[10]。

### 2月
- 8日 - 【大相撲／不祥事】日本相撲協会は、鳴戸部屋で発生した暴力問題に関して関係者の処分を決定し、加害者の三段目力士は引退勧告相当（同日付で引退届受理）、師匠の鳴戸親方（元大関・琴欧洲）は3ヶ月間の報酬減額10パーセントの処分となった。このほか、三段目力士に命じられていじめを行った力士2人も処分された[11]。

### 3月
- 10日 - 【大相撲】大関経験者で、5場所連続休場中だった照ノ富士がこの日から序二段で復帰し、大関経験者として初めて幕下以下で相撲を取った[12]。
- 13日 - 【大相撲】大関経験者の照ノ富士と、幕内経験者の天風が、この日序二段で対戦した。元幕内力士同士の取組が序二段で組まれるのは初めてのことだった[13]。
- 23日 - 【大相撲】元幕内・天鎧鵬が現役を引退し、年寄「秀ノ山」を襲名した[14]。
- 24日
  - 【大相撲】3月場所千秋楽に、大関栃ノ心の2場所連続の負け越しが決定し、大関から在位5場所で陥落することが決定した。大関在位の最短記録は、年6場所制となった1958年以降では大受の5場所であり、栃ノ心の記録はこれに並ぶこととなった[15]。
  - 【大相撲】平成最後の本場所となった3月場所は千秋楽を迎えて、横綱白鵬が15戦全勝で優勝した。白鵬の優勝は3場所ぶり42回目で、全勝優勝は15回目となった（どちらも白鵬自身が持つ最多記録を更新）[16]。しかし、表彰式で受けたインタビュー中に三本締めを行ったことは、翌日の横綱審議委員会の会合で問題視された[17]。
- 27日 - 【大相撲】日本相撲協会は番付編成会議と臨時理事会を開き、関脇貴景勝の大関昇進を決定した。平成時代最後の新大関となった貴景勝は、伝達式で「武士道精神を重んじ、感謝と思いやりの気持ちを忘れず、相撲道に精進してまいります」と口上を述べた[18]。

### 4月
- 24日 - 【大相撲／不祥事】日本相撲協会理事会は、横綱白鵬が3月場所千秋楽の優勝インタビューで三本締めを行った問題で関係者の処分を決定し、白鵬は譴責処分、白鵬の師匠の宮城野親方（元幕内・竹葉山）は3ヶ月間の報酬減額10パーセントの処分となった[19]。
- 26日 - 【大相撲】日本相撲協会は、楯山親方（元関脇・玉ノ富士）が4月25日付で退職したと発表した[20]。

### 5月
- 9日 - 【大相撲】横綱白鵬が右上腕の怪我のため5月場所を休場することが、この日に決定した[21]。
- 25日
  - 【大相撲】大相撲5月場所は14日目に、西前頭8枚目朝乃山の初優勝が決まった。平幕優勝は2018年1月場所の栃ノ心以来で、三役経験のない力士が優勝するのは1961年5月場所の佐田の山以来58年ぶりのことだった。[22]
  - 【大相撲】5月場所で大関から関脇に降下した栃ノ心がこの日に10勝目を挙げたため、大関から陥落した直後の場所で10勝を挙げれば大関に復帰できる特例により、翌7月場所から大関に復帰することが決まった。この規定が出来た1969年7月場所以降、この特例で大関に復帰するのは5人目（6度目）である。[23]
- 26日
  - 【大相撲】日本を国賓として訪問中のアメリカ合衆国大統領ドナルド・トランプが、安倍晋三内閣総理大臣らとともに大相撲5月場所千秋楽を観戦した。表彰式では、この場所を12勝3敗で優勝した朝乃山に、トランプ大統領が自らアメリカ合衆国大統領杯を手渡した。[24] アメリカ合衆国大統領杯については、2020年以降も5月場所の優勝者に贈呈されることが発表された[25]。
  - 【大相撲】ハンガリー友好杯のトロフィーがヘレンド社製の巨大ティーカップに新調された[26]。

### 6月
- 21日 - 両国国技館で「大相撲の継承発展を考える有識者会議」（山内昌之委員長）の第一回会合が開かれる[27]。

### 7月
- 13日 - 【大相撲】7月場所を初日から休場中の大関貴景勝は、この日に編成された8日目の取組に入らなかったため、2場所連続の負け越しと大関陥落が決定した。2場所での大関陥落は、1969年7月場所以降では2000年7月場所の武双山以来2人目となった[28]。
- 16日 - 【大相撲】西十両11枚目で元関脇の安美錦が現役引退を表明[29]。
- 17日
  - 【大相撲】7月場所は11日目のこの日から大関髙安の休場が決定。既に貴景勝、栃ノ心、豪栄道も休場しており、4大関休場は昭和以降で初めてとなった[30]。
  - 【大相撲】日本相撲協会は、元関脇安美錦の引退と年寄「安治川」襲名を承認した[31]。
- 21日 - 【大相撲】7月場所は千秋楽を迎え、幕内は横綱鶴竜が14勝1敗で7場所ぶり6回目の優勝を果たした[32]。また、序ノ口では7戦全勝者がいずれも鳴戸部屋所属の3名となり、史上初めて7戦全勝3人による序ノ口優勝決定巴戦が行われた[33]。
- 25日 - 【大相撲】春日山親方（元幕内・翔天狼）が、年寄「北陣」に名跡を変更した[34]。

### 8月
- 27日 - 【大相撲】中村親方（元幕内・佐田の富士）が、年寄「山科」に名跡を変更した[35]。

### 9月
- 3日
  - 【大相撲】モンゴル出身の大相撲の横綱・白鵬が日本国籍を取得したことが、同日付の官報で告示された。日本相撲協会の規約では外国出身の力士について「現役引退後に協会に残り親方となるには日本国籍が必要」であるとしており、これにより白鵬は、現役引退後に親方として、日本相撲協会に残る資格を得た[36]。なお、外国出身の歴代横綱で日本国籍を有するのは、アメリカ出身の曙、武蔵丸（現武蔵川親方）に次いで3人目。
  - 【大相撲】日本相撲協会は、十両の貴ノ富士が、8月31日に付け人に暴力を振るったと発表した。日本相撲協会はこの問題についてコンプライアンス委員会で調査することとし、貴ノ富士は9月場所を謹慎休場することになった[37]。
- 5日 - 【大相撲】日本相撲協会は、武隈親方（元幕内・蔵玉錦）が9月2日付で退職したと発表した[38]。
- 9日 - 【大相撲】横綱白鵬が、右手の骨折のため9月場所を2日目から途中休場した。白鵬の休場は2場所ぶり13回目[39]。
- 12日 - 【大相撲】元関脇・嘉風が現役を引退し、年寄「中村」を襲名した[40]。
- 15日 - 【大相撲】横綱鶴竜が、左膝痛のため9月場所を中日から途中休場した。鶴竜の休場は4場所ぶり13回目[41]。鶴竜が対戦する予定だった玉鷲は幕内通算12回目の不戦勝となり、幕内の不戦勝回数が歴代単独1位となった[42]。
- 19日 - 【大相撲】9月場所で大関から陥落し、この場所で10勝を挙げれば大関に復帰できる関脇貴景勝が、12日目のこの日に10勝目（2敗）を挙げて、翌11月場所から大関に復帰することが決定した[43]。
- 20日 - 【大相撲】元幕内・誉富士が現役を引退し、年寄「楯山」を襲名した[44]。
- 21日 - 【大相撲】9月場所で大関角番の栃ノ心の2場所連続の負け越しが、14日目のこの日に決定した。これにより、栃ノ心が翌11月場所で大関から陥落することが決定した[45]。
- 22日 - 【大相撲】9月場所は千秋楽を迎え、関脇御嶽海が、関脇貴景勝との優勝決定戦を制して、12勝3敗で7場所ぶり2度目の優勝を果たした[46]。
- 25日 - 【大相撲】11月場所の番付編成会議が行われ、十両昇進5名（うち再十両3名）と、引退力士15名を発表した[47]。
- 26日
  - 【大相撲】日本相撲協会理事会は、8月31日に付け人に暴力を振るった十両貴ノ富士に対して、自主的に引退することを促す決議をした。貴ノ富士は暴力以外にも、5月から7月にかけて新弟子に対する差別的発言があったことも公表されたが、懲戒処分としての「引退勧告」は見送られた。このほか、貴ノ富士の双子の弟の幕内貴源治は新弟子に理不尽な命令を繰り返したとして譴責処分に、2人の師匠の千賀ノ浦親方（元小結・隆三杉）は監督責任として6ヶ月間20パーセントの報酬減額処分となった。[48]
  - 【大相撲】日本相撲協会理事会は、この日付けで阿武松親方（元関脇・益荒雄）と音羽山親方（元幕内・大道）が名跡を交換した上で、音羽山改め阿武松親方が阿武松部屋を継承し、阿武松改め音羽山親方が相撲協会を退職することを承認した[49]。
- 27日 - 【大相撲】日本相撲協会は、9月16日に井筒親方（元関脇・逆鉾）が死去したため師匠不在となった井筒部屋所属の、横綱鶴竜ら力士3人と床山1人について、この日付けで陸奥部屋へ転属することを承認した[50]。
- 29日 - 【大相撲】1月場所限りで現役を引退した元横綱・稀勢の里（荒磯親方）の引退相撲が国技館で開かれた[51]。

### 10月
- 8日 - 【大相撲】立呼出の拓郎が、巡業先の新潟県糸魚川市にて後輩呼出2名に対して暴力行為を行っていたことが発覚[52]。これを受けて拓郎が退職願を日本相撲協会に提出したが、協会は拓郎を当面の間自宅謹慎とし、コンプライアンス委員会に処分などの決定を委ねる措置を執った[52]。
- 11日 - 【大相撲】日本相撲協会は、自主引退を促されていた十両貴ノ富士の引退届を受理したと発表した。日本相撲協会の発表によると、10月11日午前に貴ノ富士の代理人弁護士から引退届と意見書が郵送で届き、貴ノ富士の師匠の千賀ノ浦親方（元小結・隆三杉）が協会の様式で引退届を提出した[53]。
- 25日 - 【大相撲】日本相撲協会は臨時理事会を開催し、10月8日に後輩呼出に対する暴力行為を行った立呼出の拓郎に対してコンプライアンス委員会の処分答申を受けた措置として『令和元年11月場所及び令和2年1月場所の二場所出場停止処分とする』ことを決めて本人に通達。これを受けて拓郎は改めて協会側に退職の意思を示し、これが固いことから同日付で協会は拓郎の退職を認めた[54]。

### 11月
- 10日 - 【大相撲】横綱鶴竜が、11月場所初日のこの日に休場を表明した。休場理由はこの日の朝稽古で腰痛を再発したためとしており、1場所15日制の定着した1949年以降で、横綱が初日に不戦勝となるのは史上3例目である[55]。
- 16日 - 【大相撲】11月場所で大関から陥落した関脇栃ノ心は、2勝した後に5日目から途中休場していたが、この日に編成された中日の取組に入らなかったため、この場所で10勝を挙げ1場所で大関に復帰することが不可能になった[56]。
- 19日 - 【大相撲】11月場所を3勝した後に中日から休場中の角番大関髙安は、この日に編成された11日目の取組に入らなかったため、2場所連続の負け越しと大関陥落が決定した[57]。
- 23日 - 【大相撲】11月場所の幕内最高優勝は14日目のこの日に決定し、横綱白鵬が4場所ぶり43度目の優勝を果たした[58]。

## 大相撲

### 本場所

#### 一月場所（初場所）
両国国技館（東京都）を会場に、初日の2019年（平成31年）1月13日から千秋楽の1月27日までの15日間開催された。番付発表は2018年（平成30年）12月25日。
| タイトル     | タイトル     | 人物（所属部屋 出身地） - 成績 |
| ------------ | ------------ | --- |
| 幕内最高優勝 | 幕内最高優勝 | 玉鷲一朗（片男波部屋 モンゴル・ウランバートル出身) - 13勝2敗（初優勝)                                                                            |
| 三賞         | 殊勲賞       | 玉鷲一朗（片男波部屋 モンゴル・ウランバートル出身) - 13勝2敗（初受賞) 御嶽海久司(出羽海部屋 長野県木曽郡上松町出身) - 8勝4敗3休（3場所ぶり4回目) |
| 三賞         | 敢闘賞       | 玉鷲一朗（片男波部屋 モンゴル・ウランバートル出身) - 13勝2敗（初受賞)                                                                            |
| 三賞         | 技能賞       | 貴景勝光信（千賀ノ浦部屋 兵庫県芦屋市出身) - 11勝4敗（初受賞）                                                                                   |
| 十両優勝     | 十両優勝     | 志摩ノ海航洋（木瀬部屋 三重県志摩市出身） - 13勝2敗                                                                                              |
| 幕下優勝     | 幕下優勝     | 若元春港（荒汐部屋 福島県福島市出身） - 7戦全勝                                                                                                  |
| 三段目優勝   | 三段目優勝   | 朝弁慶大吉（高砂部屋 神奈川県平塚市出身） - 7戦全勝                                                                                              |
| 序二段優勝   | 序二段優勝   | 鳩岡良祐（木瀬部屋 神奈川県横浜市港北区 出身） - 7戦全勝 ※優勝決定戦勝利                                                                         |
| 序ノ口優勝   | 序ノ口優勝   | 狼雅力（二子山部屋 モンゴル・ウランバートル出身) - 7戦全勝                                                                                       |

#### 三月場所（春場所、大阪場所）
大阪府立体育会館（大阪府大阪市）を会場に、初日の2019年3月10日から千秋楽の3月24日までの15日間開催された。番付発表は2月25日。平成最後の本場所。
| タイトル     | タイトル     | 人物（所属部屋 出身地） - 成績                                                |
| ------------ | ------------ | ----------------------------------------------------------------------------- |
| 幕内最高優勝 | 幕内最高優勝 | 白鵬翔（宮城野部屋 モンゴル・ウランバートル出身) - 15戦全勝（3場所ぶり42回目) |
| 三賞         | 殊勲賞       | 逸ノ城駿（湊部屋 モンゴル・アルハンガイ出身) - 14勝1敗（27場所ぶり2回目)      |
| 三賞         | 敢闘賞       | 碧山亘右（春日野部屋 ブルガリア・ヤンボル出身) - 12勝3敗（10場所ぶり3回目)    |
| 三賞         | 技能賞       | 貴景勝光信（千賀ノ浦部屋 兵庫県芦屋市出身) - 10勝5敗（2場所連続2回目）        |
| 十両優勝     | 十両優勝     | 志摩ノ海航洋（木瀬部屋 三重県志摩市出身） - 13勝2敗                           |
| 幕下優勝     | 幕下優勝     | 美ノ海義久（木瀬部屋 沖縄県うるま市出身） - 7戦全勝                           |
| 三段目優勝   | 三段目優勝   | 唐津海誠二（玉ノ井部屋 佐賀県唐津市出身） - 7戦全勝                           |
| 序二段優勝   | 序二段優勝   | 狼雅力（二子山部屋 モンゴル・ウランバートル出身） - 7戦全勝 ※優勝決定戦勝利   |
| 序ノ口優勝   | 序ノ口優勝   | 寺沢樹（高砂部屋 新潟県佐渡市出身) - 7戦全勝                                  |

#### 五月場所（夏場所）
両国国技館（東京都）を会場に、初日の2019年（令和元年）5月12日から千秋楽の5月26日までの15日間開催された。番付発表は4月30日。
| タイトル     | タイトル     | 人物（所属部屋 出身地） - 成績 |
| ------------ | ------------ | --- |
| 幕内最高優勝 | 幕内最高優勝 | 朝乃山英樹（高砂部屋 富山県富山市出身） - 12勝3敗（初優勝） |
| 三賞         | 殊勲賞       | 朝乃山英樹（高砂部屋 富山県富山市出身) - 12勝3敗（初受賞) |
| 三賞         | 敢闘賞       | 阿炎政虎（錣山部屋 埼玉県越谷市出身) - 10勝5敗（8場所ぶり2回目) 朝乃山英樹（高砂部屋 富山県富山市出身) - 12勝3敗（5場所ぶり3回目) 志摩ノ海航洋（木瀬部屋 三重県志摩市出身） - 10勝5敗（初受賞) |
| 三賞         | 技能賞       | 竜電剛至（高田川部屋 山梨県甲府市出身) - 10勝5敗（初受賞） |
| 十両優勝     | 十両優勝     | 貴源治賢（千賀ノ浦部屋 栃木県小山市出身） - 13勝2敗 |
| 幕下優勝     | 幕下優勝     | 貴ノ富士三造（千賀ノ浦部屋 栃木県小山市出身） - 7戦全勝 |
| 三段目優勝   | 三段目優勝   | 白石雅仁（玉ノ井部屋 東京都足立区出身） - 7戦全勝 ※優勝決定戦勝利 |
| 序二段優勝   | 序二段優勝   | 栃神山龍一（春日野部屋 埼玉県入間市出身） - 7戦全勝 ※優勝決定戦勝利 |
| 序ノ口優勝   | 序ノ口優勝   | 川渕一意（錣山部屋 石川県金沢市出身) - 7戦全勝 |

#### 七月場所（名古屋場所）
愛知県体育館（愛知県名古屋市）を会場に、初日の2019年7月7日から千秋楽の7月21日までの15日間開催された。番付発表は6月24日。
| タイトル     | タイトル     | 人物（所属部屋 出身地） - 成績 |
| ------------ | ------------ | --- |
| 幕内最高優勝 | 幕内最高優勝 | 鶴竜力三郎（井筒部屋 モンゴル・スフバートル出身) - 14勝1敗（7場所ぶり6回目）                                                      |
| 三賞         | 殊勲賞       | 友風勇太（尾車部屋 神奈川県川崎市川崎区出身) - 11勝4敗（初受賞）                                                                  |
| 三賞         | 敢闘賞       | 照強翔輝（伊勢ヶ濱部屋 兵庫県南あわじ市出身) - 12勝3敗（初受賞）                                                                  |
| 三賞         | 技能賞       | 遠藤聖大（追手風部屋 石川県鳳珠郡穴水町出身) - 10勝5敗（8場所ぶり3回目） 炎鵬晃（宮城野部屋 石川県金沢市出身） - 9勝6敗（初受賞） |
| 十両優勝     | 十両優勝     | 剣翔桃太郎（追手風部屋 東京都葛飾区出身） - 13勝2敗                                                                               |
| 幕下優勝     | 幕下優勝     | 千代ノ皇王代仁（九重部屋 鹿児島県大島郡与論町出身） - 7戦全勝                                                                     |
| 三段目優勝   | 三段目優勝   | 寺沢樹（高砂部屋 新潟県佐渡市出身） - 7戦全勝 ※優勝決定戦勝利                                                                     |
| 序二段優勝   | 序二段優勝   | 時栄秀喜（時津風部屋 宮城県栗原市出身） - 7戦全勝                                                                                 |
| 序ノ口優勝   | 序ノ口優勝   | 元林健治（鳴戸部屋 大阪府東大阪市出身) - 7戦全勝 ※優勝決定戦勝利                                                                  |

#### 九月場所（秋場所）
両国国技館（東京都）を会場に、初日の2019年9月8日から千秋楽の9月22日までの15日間開催された。番付発表は8月26日。
| タイトル     | タイトル     | 人物（所属部屋 出身地） - 成績 |
| ------------ | ------------ | --- |
| 幕内最高優勝 | 幕内最高優勝 | 御嶽海久司 （出羽海部屋 長野県木曽郡上松町出身) - 12勝3敗（7場所ぶり2回目）※優勝決定戦勝利                                                     |
| 三賞         | 殊勲賞       | 御嶽海久司（出羽海部屋 長野県木曽郡上松町出身) - 12勝3敗（4場所ぶり5回目） 朝乃山英樹（高砂部屋 富山県富山市出身） - 10勝5敗（2場所ぶり2回目） |
| 三賞         | 敢闘賞       | 隠岐の海歩（八角部屋 島根県隠岐郡隠岐の島町出身) - 11勝4敗（11場所ぶり4回目） 剣翔桃太郎（追手風部屋 東京都葛飾区出身） - 10勝5敗（初受賞）    |
| 三賞         | 技能賞       | 該当者なし |
| 十両優勝     | 十両優勝     | 勢翔太（伊勢ノ海部屋 大阪府交野市出身） - 12勝3敗                                                                                              |
| 幕下優勝     | 幕下優勝     | 千代の国憲輝（九重部屋 三重県伊賀市出身） - 7戦全勝                                                                                            |
| 三段目優勝   | 三段目優勝   | 佐田ノ輝晋太（境川部屋 モンゴル・ウランバートル出身） - 7戦全勝                                                                                |
| 序二段優勝   | 序二段優勝   | 元林健治（鳴戸部屋 大阪府東大阪市 出身） - 7戦全勝 ※優勝決定戦勝利                                                                             |
| 序ノ口優勝   | 序ノ口優勝   | 村田亮（高砂部屋 三重県志摩市出身) - 7戦全勝                                                                                                   |

#### 十一月場所（九州場所）
福岡国際センター（福岡県）を会場に、初日の2019年11月10日から千秋楽の11月24日までの15日間開催された。番付発表は10月28日。
| タイトル     | タイトル     | 人物（所属部屋 出身地） - 成績                                               |
| ------------ | ------------ | ---------------------------------------------------------------------------- |
| 幕内最高優勝 | 幕内最高優勝 | 白鵬翔（宮城野部屋 モンゴル・ウランバートル出身) - 14勝1敗（4場所ぶり43回目) |
| 三賞         | 殊勲賞       | 大栄翔勇人（追手風部屋 埼玉県朝霞市出身) - 8勝7敗（初受賞）                  |
| 三賞         | 敢闘賞       | 正代直也(時津風部屋 熊本県宇土市出身) - 11勝4敗（18場所ぶり3回目）           |
| 三賞         | 技能賞       | 朝乃山英樹（高砂部屋 富山県富山市出身) - 11勝4敗（初受賞）                   |
| 十両優勝     | 十両優勝     | 東龍強 (玉ノ井部屋 モンゴル・ゴビアルタイ出身) - 11勝4敗 ※優勝決定戦勝利     |
| 幕下優勝     | 幕下優勝     | 照ノ富士春雄（伊勢ヶ濱部屋 モンゴル・ウランバートル出身 ） - 7戦全勝         |
| 三段目優勝   | 三段目優勝   | 元林健治（鳴戸部屋 大阪府東大阪市出身） - 7戦全勝                            |
| 序二段優勝   | 序二段優勝   | 北天海葵（尾上部屋 モンゴル・ウランバートル出身） - 7戦全勝 ※優勝決定戦勝利  |
| 序ノ口優勝   | 序ノ口優勝   | 土佐緑清太（阿武松部屋 高知県高知市出身） - 6勝1敗 ※優勝決定戦勝利           |

### 巡業

#### 春巡業
春巡業は全部で25日間が興行され、1991年、1992年に並ぶ多さとなった。
- 3月31日 - 第64回伊勢神宮奉納大相撲（三重県・伊勢神宮相撲場）
  - 幕内力士トーナメント戦士権優勝：北勝富士大輝[66]
- 4月1日 - 大相撲五條場所（奈良県・五條市上野公園総合体育館）[67]
- 4月2日 - 大相撲奈良場所（奈良県・ならでんアリーナ）[68]
- 4月3日 - 大相撲加古川場所（兵庫県・加古川市立総合体育館）[69]
- 4月4日 - 大相撲コウノトリ豊岡場所（兵庫県・豊岡市立総合体育館）[70]
- 4月5日 - 大相撲宇治場所（京都府・京都府立山城総合運動公園体育館）[71]
- 4月6日 - 大相撲津場所（三重県・サオリーナ）[72]
- 4月7日 - 大相撲西尾場所（愛知県・西尾市総合体育館）[73]
- 4月9日 - 大相撲富士山静岡場所（静岡県・ツインメッセ静岡）[74]
- 4月10日 - 大相撲八王子場所（東京都・エスフォルタアリーナ八王子）[75]
- 4月12日 - 大相撲川崎場所（神奈川県・川崎市とどろきアリーナ）[76]
- 4月13日 - 第27回大相撲藤沢場所（神奈川県・藤沢市秋葉台文化体育館）
  - 幕内トーナメント優勝：鶴竜力三郎[77]
- 4月14日 - 大相撲常陸大宮場所（茨城県・西部総合公園体育館）[78]
- 4月15日 - 靖国神社奉納大相撲（東京都・靖国神社相撲場）[79]
- 4月17日 - 大相撲羽田国際場所（東京都・大田区総合体育館）[80]
- 4月18日 - 大相撲足立場所（東京都・東京武道館）[81]
- 4月19日 - 市制施行70周年・体育協会創立70周年記念 大相撲行田場所（埼玉県・行田市総合体育館）[82]
- 4月20日 - 大相撲柏場所（千葉県・柏市中央体育館）[83]
- 4月21日 - 大相撲高崎場所（群馬県・浜川体育館）[84]
- 4月22日 - 大相撲佐野場所（栃木県・佐野市運動公園体育館）[85]
- 4月25日 - 大相撲日高場所（埼玉県・ひだかアリーナ）[86]
- 4月26日 - 大相撲青梅場所（東京都・青梅市総合体育館）[87]
- 4月27日 - 大相撲横浜アリーナ場所（神奈川県・横浜アリーナ）[88]
- 4月28日 - 大相撲町田場所（東京都・町田市立総合体育館）[89]
- 4月29日 - 市制施行130周年記念 青少年育成大相撲水戸場所（茨城県・アダストリアみとアリーナ）[90]

#### 夏巡業
- 7月28日 - 2019年大相撲夏巡業 改元記念岐阜場所（岐阜県・岐阜メモリアルセンター）[91]
- 7月29日 - 大相撲羽曳野場所（大阪府・はびきのコロセアム）[92]
- 7月30日 - 大相撲草津場所（滋賀県・YMITアリーナ）[93]
- 7月31日 - 大相撲越前場所（福井県・AW-Iスポーツアリーナ）[94]
- 8月1日 - 大相撲富山場所（富山県・富山市総合体育館）[95]
- 8月2日 - 大相撲松本場所2019（長野県・松本市総合体育館）[96]
- 8月3日 - テレ玉開局40周年記念事業 大相撲所沢場所（埼玉県・所沢市民体育館）[97]
- 8月4日 - 大相撲東金場所（千葉県・東金アリーナ）[98]
- 8月6日 - 大相撲立川立飛場所（東京都・アリーナ立川立飛）[99]
- 8月7日 - 大相撲秩父場所（埼玉県・秩父市文化体育センター）[100]
- 8月8日 - 大相撲うつのみや場所（栃木県・ブレックスアリーナ宇都宮）[101]
- 8月9日 - 大相撲郡山場所（福島県・宝来屋郡山総合体育館）[102]
- 8月10日 - 大相撲福島場所（福島県・福島県営あづま総合体育館）[103]
- 8月11日 - 東日本大震災復興支援 第5回大相撲仙台場所（宮城県・カメイアリーナ仙台）[104]
- 8月12日 - 大相撲村山場所（山形県・村山市民体育館）[105]
- 8月13日 - 大相撲青森場所（青森県・マエダアリーナ）[106]
- 8月14日 - 大相撲板柳場所（青森県・津軽りんご市場）[107]
- 8月16日 - 大相撲函館場所（北海道・函館アリーナ）[108]
- 8月17日-18日 - 大相撲札幌場所（北海道・つどーむ）[109][110]
- 8月19日 - 大相撲釧路場所（北海道・湿原の原アリーナ釧路）[111]
- 8月25日 - 大相撲KITTE場所（東京都・JPタワー）[112]

#### 秋巡業
- 10月5日 - 七尾港開港120周年記念 大相撲七尾場所（石川県・七尾総合市民体育館）[113]
- 10月6日 - 大相撲金沢場所（石川県・金沢市総合体育館）[114]
- 10月7日 - 大相撲砺波場所（富山県・富山県西部体育センター）[115]
- 10月8日 - 大相撲糸魚川場所（新潟県・糸魚川市民総合体育館）[116]
- 10月9日 - 大相撲那須与一大田原場所（栃木県・栃木県立県北体育館）[117]
- 10月10日 - 大相撲千葉場所（千葉県・千葉ポートアリーナ）[118]
- 10月11日 - 大相撲相模原場所（神奈川県・相模原ギオンアリーナ）[119]
- 10月12日 - 大相撲甲府場所（山梨県・アイメッセ山梨）[120]
- 10月14日 - 大相撲焼津場所（静岡県・焼津シーガルドーム）[121]
- 10月16日 - 第5回大相撲浜松出世場所（静岡県・浜松アリーナ）[122]
- 10月17日 - 大相撲常滑場所（愛知県・Aichi Sky Expo）[123]
- 10月18日 - 大相撲京都場所（京都府・島津アリーナ京都）[124]
- 10月19日 - 大相撲なにわ場所in門真（大阪府・東和薬品RACTABドーム）[125]
- 10月20日 - 大相撲姫路場所（兵庫県・ウインク体育館）[126]
- 10月22日 - 大相撲高知安芸場所（高知県・安芸ドーム）[127]
- 10月23日 - 大相撲倉敷場所（岡山県・水島緑地福田公園体育館）[128]
- 10月24日 - 大相撲出雲場所（島根県・出雲ドーム）[129]
- 10月25日 - 大相撲三原場所（広島県・三原リージョンプラザ主体育館）[130]
- 10月26日 - 大相撲安芸場所（広島県・マエダハウジング東区スポーツセンター）[131]
- 10月27日 - 大相撲福山場所（広島県・ローズアリーナ）[132]

中止になった巡業
- 10月13日 - 大相撲ジオパーク伊豆場所（静岡県・天城ドーム）
  - 10月13日に静岡県伊豆市で予定されていた秋巡業は、令和元年東日本台風（台風19号）の影響で中止となった。巡業が原則として屋内で興行されるようになった1995年以降、天災による巡業中止は初めてのことだった。[133]

#### 冬巡業
- 12月1日 - 大相撲直方もち吉場所（福岡県・直方市体育館）[134]
- 12月3日 - tys開局50周年記念 大相撲下関場所（山口県・山口県立下関武道館）[135]
- 12月4日 - 大相撲人吉場所（熊本県・人吉スポーツパレス）[136]
- 12月5日 - 大相撲うきは場所（福岡県・うきはアリーナ）[137]
- 12月6日 - 大相撲大分場所（大分県・昭和電工武道スポーツセンター）[138]
- 12月7日 - 熊本地震復興祈念・北里柴三郎博士新千円札肖像画採用記念 大相撲阿蘇小国場所（熊本県・小国ドーム）[139]
- 12月8日 - 大相撲鹿児島場所（鹿児島県・鹿児島アリーナ）[140]
- 12月10日 - 大相撲諫早場所（長崎県・諫早市中央体育館）[141]
- 12月11日 - 大相撲佐賀場所（佐賀県・SAGAサンライズパーク総合体育館）[142]
- 12月13日-14日 - 大相撲沖縄場所（沖縄県・うるま市具志川ドーム）[143]

#### トーナメント大会
- 2月10日 - 第43回日本大相撲トーナメント（両国国技館）
  - 幕内トーナメント戦優勝：髙安晃（初優勝）[144]
- 9月30日 - 明治神宮例祭奉祝全日本力士選士権大会（両国国技館）[145]
  - 幕内トーナメント戦優勝：白鵬翔（12年ぶり2度目）[146]

### その他
- 2月9日 - 第52回NHK福祉大相撲（両国国技館）[147]
- 12月24日 - 2020年1月場所番付発表[148]

#### 昇格
- 大関 - 貴景勝が昇進（3月27日）

### 新弟子検査合格者
四股名が太字の者は現役力士。最高位は引退力士のみ記載。
| 場所     | 人数 | 主な合格者 | 四股名     | 最高位   | 最終場所 | 備考               |
| -------- | ---- | ---------- | ---------- | -------- | -------- | ------------------ |
| 1月場所  | 10人 |            |            |          |          |                    |
| 3月場所  | 40人 | 大辻理紀   | 大辻理紀   | （現役） | （現役） |                    |
| 3月場所  | 40人 | 齋藤大輔   | 北の若大輔 | （現役） | （現役） |                    |
| 3月場所  | 40人 | 冨栄秀喜   | 時疾風秀喜 | （現役） | （現役） |                    |
| 5月場所  | 13人 | 白石雅仁   | 東白龍雅士 | （現役） | （現役） | 三段目最下位格付出 |
| 7月場所  | 3人  |            |            |          |          |                    |
| 9月場所  | 2人  |            |            |          |          |                    |
| 11月場所 | 2人  | 納谷幸成   | 夢道鵬幸成 | （現役） | （現役） |                    |

### 引退
| 場所     | 人数 | 主な引退力士 | 最高位     | 初土俵                            | 備考               |
| -------- | ---- | ------------ | ---------- | --------------------------------- | ------------------ |
| 1月場所  | 21人 | 稀勢の里寛   | 第72代横綱 | 2002年3月場所                     | 年寄「荒磯」襲名   |
| 1月場所  | 21人 | 豪風旭       | 関脇       | 2002年5月場所                     | 年寄「押尾川」襲名 |
| 1月場所  | 21人 | 貴ノ岩義司   | 前頭2枚目  | 2009年1月場所                     |                    |
| 3月場所  | 11人 | 天鎧鵬貴由輝 | 前頭8枚目  | 2007年1月場所                     | 年寄「秀ノ山」襲名 |
| 5月場所  | 12人 | 栃飛龍幸也   | 十両7枚目  | 2006年3月場所                     |                    |
| 5月場所  | 12人 | 出羽疾風龍二 | 十両9枚目  | 2004年3月場所                     |                    |
| 7月場所  | 6人  | 安美錦竜児   | 関脇       | 1997年1月場所                     | 年寄「安治川」襲名 |
| 9月場所  | 15人 | 嘉風雅継     | 関脇       | 2004年1月場所                     | 年寄「中村」襲名   |
| 9月場所  | 15人 | 誉富士歓之   | 前頭6枚目  | 2008年1月場所                     | 年寄「楯山」襲名   |
| 9月場所  | 15人 | 大喜鵬雅弘   | 前頭16枚目 | 2012年3月場所（幕下15枚目格付出） |                    |
| 11月場所 | 7人  | 貴ノ富士三造 | 十両5枚目  | 2013年3月場所                     |                    |

#### 引退相撲興行
- 9月28日 - 里山引退佐ノ山襲名披露大相撲（両国国技館）[161]
- 9月29日 - 稀勢の里引退荒磯襲名披露大相撲（両国国技館）[51]

#### 断髪式
- 2月2日 - 元幕内・貴ノ岩[162]
- 6月8日 - 元幕内・天鎧鵬（秀ノ山親方）[163]

## アマチュア相撲

### 国際大会
- 2月11日 - 第9回白鵬杯[164]
- 4月14日 - 第7回国際女子相撲選抜堺大会[165]
- 10月19日 - 第16回世界ジュニア相撲選手権大会[165]
- 10月19日 - 第8回世界女子ジュニア相撲選手権大会[165]
- 10月20日 - 第23回世界相撲選手権大会[165]
- 10月20日 - 第14回世界女子相撲選手権大会[165]

### 国内大会
- 4月29日 - 第36回全日本大学選抜相撲宇和島大会[165]
- 5月3日 - 第59回全国大学選抜相撲宇佐大会[165]
- 5月5日 - 第29回全国選抜大学・社会人対抗相撲九州大会[165]
- 5月11日 - 第70回東日本学生相撲新人選手権大会[165]
- 5月11日 - 第69回西日本学生相撲新人選手権大会[165]
- 5月12日 - 第1回全日本相撲個人体重別選手権大会[165]
- 5月19日 - 第103回高等学校相撲金沢大会[165]
- 5月26日 - 第57回全国選抜大学・実業団対抗相撲和歌山大会[165]
- 6月2日 - 第93回西日本学生相撲選手権大会[165]
- 6月9日 - 第98回東日本学生相撲選手権大会[165]
- 6月9日 - 第5回全国女子相撲選抜ひめじ大会[165]
- 6月23日 - 第48回西日本実業団相撲選手権大会[165]
- 6月30日 - 第7回全国学生女子相撲選手権大会[165]
- 7月7日 - 第79回西日本選抜学生相撲大会[165]
- 7月7日 - 第57回東日本実業団相撲選手権大会[165]
- 7月14日 - 第9回全日本大学選抜相撲金沢大会[165]
- 7月21日 - 第10回全日本女子相撲郡上記念大会[165]
- 7月21日 - 第46回東日本学生相撲個人体重別選手権大会[165]
- 7月21日 - 第44回東日本学生相撲個人体重別選手権大会[165]
- 7月26日 - 28日 - 第97回全国高等学校総合体育大会相撲競技大会[165]
- 7月28日 - 第50回全国選抜社会人相撲選手権大会[165]
- 7月28日 - 第30回全国都道府県中学生相撲選手権大会[165]
- 8月4日 - 第35回わんぱく相撲全国大会[165]
- 8月14日 - 第54回全日本大学選抜相撲十和田大会[165]
- 8月15日 - 第68回全国高校相撲十和田大会[165]
- 8月17日 - 18日 - 第49回全国中学校相撲選手権大会[165]
- 8月18日 - 第58回全国教職員相撲選手権大会[165]
- 8月25日 - 第1回わんぱく相撲女子全国大会[165]
- 9月1日 - 第61回全国高校相撲宇佐大会[165]
- 9月1日 - 第44回全国学生相撲個人体重別選手権大会[165]
- 9月8日 - 第67回全国選抜大学・実業団相撲刈谷大会[165]
- 9月22日 - 第61回全日本実業団相撲選手権大会[165]
- 9月29日 - 10月1日 - 第74回国民体育大会相撲競技[165]
- 10月5日 - 6日 - 第68回東日本学生相撲リーグ戦[165]
- 10月6日 - 第16回全国少年相撲選手権大会[165]
- 10月6日 - 第24回全日本女子相撲選手権大会[165]
- 11月2日 - 3日 - 第97回全国学生相撲選手権大会[165]
- 12月1日 - 第68回全日本相撲選手権大会[165]
- 12月1日 - 第32回全日本小学生相撲優勝大会[165]
- 12月21日 - 22日 - 第71回全国高等学校相撲選抜大会[165]

## 死去
- 1月16日 - 柏梁勝雄（最高位：十両3枚目、所属：伊勢ノ海部屋、* 1942年【昭和17年】）
- 2月10日 - 双羽黒光司（最高位：第60代横綱、所属：立浪部屋、* 1963年【昭和38年】）[166]
- 2月14日 - 時津洋宏典（最高位：前頭4枚目、所属：時津風部屋、* 1969年【昭和44年】）[167]
- 4月6日 - 彩豪一義（最高位：十両5枚目、所属：中村部屋、* 1975年【昭和50年】）[168]
- 4月20日 - 清ノ森政夫（最高位：前頭9枚目、所属：伊勢ヶ濱部屋→荒磯部屋→伊勢ヶ濱部屋、* 1935年【昭和10年】）[169]
- 4月25日 - 黒姫山秀男（最高位：関脇、所属：立浪部屋、* 1948年【昭和23年】）[170]
- 4月30日 - 床寿（元・特等床山、所属：高砂部屋、* 1943年【昭和18年】）[171]
- 9月16日 - 逆鉾昭廣（最高位：関脇、所属：井筒部屋、年寄：井筒、* 1961年【昭和36年】）[172]
- 11月3日 - 羽黒海憲司（最高位：幕下6枚目、所属：立浪部屋、世話人：羽黒海、* 1966年【昭和41年】）[173]
- 12月13日 - 潮丸元康（最高位：前頭10枚目、所属：東関部屋、年寄：東関、* 1978年【昭和53年】）[174]
- 12月27日 - 松山佳弘（最高位：十両筆頭、所属：宮城野部屋、* 1952年【昭和27年】）